# Charlotte Church
Charlotte Maria Church (Cardiff, 21 de fevereiro de 1986) é uma cantora, compositora, atriz, apresentadora de televisão e ativista política galesa.
Chegou à fama na infância como uma cantora de música clássica antes de ramificar para a música pop em 2005. Em 2007, ela vendeu mais de 10 milhões de discos em todo o mundo, incluindo mais de 5 milhões de cópias nos Estados Unidos. Ela também foi apresentadora de um programa de variedades na rede de televisão Reino Unido Channel 4 intitulado The Charlotte Church Show. Church lançou seu primeiro álbum depois de cinco anos, intitulado Back to Scratch, em 17 de outubro de 2010. Sua extensão vocal é a de soprano.

## Biografia
Filha de uma jovem mãe solo de dezenove anos, vinda de uma família de classe média-baixa, Maria Cooper. Os Cooper sempre foram ligados à música, portanto Charlotte cresceu com o microfone em mão, cantando em karaokês das festas familiares. Quando ela contava seis anos, Maria se casou com seu atual marido, James Church, que criou Charlotte como filha e deu-lhe o sobrenome que faria sucesso mais tarde.
Aos oito anos de idade, Maria percebeu o quanto a voz de Charlotte era diferente das vozes infantis de outras crianças da mesma idade e resolveu matricular a filha em aulas de canto. Charlotte passou a ter aulas com a professora Louise Ryan, conhecida por Lulu, e logo estava se apresentando em festivais da cidade e encantando a todos.
Em 1997, aos onze anos, Charlotte ligou para um concurso de jovens talentos que estava acontecendo no programa televisivo The Richard and Judy Show. No dia seguinte, ela estava em Londres, para a gravação do que seria o seu primeiro passo. Apenas alguns meses mais tarde, ela estava de volta à capital da Inglaterra para a gravação do programa The Big Big Talent show, no qual sua tia Caroline, cantora de cabaré, também participaria de um concurso de talentos. Charlotte apresentou a tia e cantou alguns compassos de Pie Jesu, de Andrew Lloyd Webber, com uma voz impressionantemente afinada. Caroline não ganhou o concurso, mas Charlotte saiu dali com alguns empresários à sua cola.

## Carreira erudita
No fim do ano, Charlotte começou a trabalhar com o empresário Jonathan Shalit, que conseguiu fechar um contrato de cinco discos com a Sony Classical UK. Em 1998, aos doze anos, Charlotte lança Voice of an Angel,  uma coletânea de músicas sacras gravadas com a Orquestra Nacional de Gales. Sua voz doce, porém poderosa e única, encantou a todos e, nesse mesmo ano, Charlotte se tornou mundialmente conhecida. Das festas familiares a grande teatros, como The Royal Albert Hall; de Cardiff a toda Europa. A pequena rouxinol agora era requisitada para apresentações para grandes nomes como Príncipe Charles, Rainha Elizabeth e Presidente Clinton. Até mesmo o Papa João Paulo II não ficou fora da plateia.
Um ano mais tarde, em 1999, Charlotte lança o seu primeiro DVD, The Voice of an Angel in Concert, no qual um concerto no Royal Albert Hall foi filmado. Era encantador ver a pequena Charlotte, uma criança, fazendo um som tão maduro. Todos queriam ouvi-la cantando, por isso, nesse mesmo ano, Charlotte virou garota-propaganda da Ford e foi composto especialmente para ela o hit Just Wave Hello, que virou tema do comercial da empresa. Ele é o que chamamos de "popopera", uma mistura da mais limpa e poderosa voz lírica de Charlotte com uma batida binária bem popular. O hit virou a primeira faixa do seu segundo CD, intilulado Charlotte Church. O amadurecimento constante da voz da galesa permitiu que ela explorasse agora um som mais operático. Nesse disco, árias e outras peças de compositores como Puccini, Mozart e Gershwin foram gravadas. Com esse CD, Charlotte viajou o mundo todo. Da Europa à América, do Japão à Austrália.
O ano seguinte, 2000, foi o ponto mais alto de sua carreira erudita. Charlotte encabeçou a sua primeira grande turnê mundial, passando por todos os continentes. Ela teve sua estreia nos Estados Unidos, onde foi ovacionada por milhares de fãs. Ela também passou pela Austrália, Japão, Oriente Médio, toda a Europa e até mesmo pelo Brasil. No país do samba, Charlotte ficou conhecida pela música-tema da telenovela global Terra Nostra, na qual ela faz um dueto com Agnaldo Rayol, "Tormento d’Amore", aos 13 anos de idade.
No Oriente Médio, a galesa gravou dois DVDs, Charlotte Church in the Holy Land, no qual ela visita os pontos principais de Jerusalém, além de gravar um concerto fechado com músicas natalinas; e Charlotte Church in Jerusalém, no qual foi filmado um concerto ao vivo na cidade. No mesmo ano, foi lançado Dream a Dream, seu terceiro CD, que trouxe o melhor da música natalina europeia. Charlotte dividiu a música que leva o mesmo nome do CD, com o cantor-mirim Billy Gilman. Para fechar o ano, Charlotte foi premiada com o Classical Brit Award, como melhor cantora da Grã-Bretanha e gravou um DVD Our Favorite Things, ao lado de Plácido Domingo e Tony Bennet.
Em 2001, Charlotte preocupou os fãs anunciando que não gravaria um CD naquele ano. No entanto, ela lançou sua primeira autobiografia Voice of an Angel, my life (so far), na qual ela nos conta com detalhes tudo sobre sua vida – carreira, amigos, família. Ela fez uma pequena turnê pelos Estados Unidos, para divulgar a obra. O que ela escondia, porém, é que um novo disco, Enchantment, contrariando sua informação inicial, seria lançado no segundo semestre do ano. Para lançá-lo, Charlotte deu seu primeiro concerto-solo em Cardiff, sua cidade Natal. 
Enchantment trouxe um som menos “operático”, com músicas de musicais mais suaves, como West Side Story. Sua voz estava menos soprano e mais mezzo, com um tom mais maduro e malicioso. Charlotte também viajou pelo mundo com esse quarto disco e gravou um dueto com o barítono Josh Groban.
No ano de 2002, Charlotte começou o seu primeiro namoro. Maria não aprovou, pois achava que Steven Johnson era encrenca. Charlotte, apaixonada, "não deu bola". Não houve muita novidade nesse ano. Seu quinto CD, Prelude, é uma coletânea do “melhor de Charlotte Church”. Talvez tenha sido um meio que ela encontrou de lançar um CD sem muito esforço. Nesse ano, ela também prestou seus exames CGSE – e conquistou nota máxima em quase todas as matérias. Após os exames, Charlotte saiu em uma turnê natalina com os grandes Christopher Plummer e Julie Andrews pelos EUA. No começo de 2003, Charlotte encerrou sua carreira erudita com um concerto de “adeus” em Las Vegas.

## Carreira Pop
Em 2003, Charlotte foi convidada a trabalhar com o DJ Jurgen Vries em um hit dance/techno intitulado The Opera Song (Brave New World). Para não causar muita “estranheza” com os clubbers, Charlotte decidiu assinar como CMC (suas iniciais). O resultado é que o hit fez o maior sucesso nas danceterias da Inglaterra e levou Charlotte a se revelar nos programas de televisão do país.
Mudando ainda mais sua imagem, ela nos presenteou esse ano protagonizando o seu primeiro filme I’ll be There (que veio ao Brasil sob o nome de Meu Maior Sucesso). O filme conta a história de uma menina que descobre, após dezesseis anos, que é filha de um ex-roqueiro. Infelizmente, a produção não fez muito sucesso, como todos pensavam, mas fez com que o povo começasse a deixar de ver Charlotte como o pequeno anjinho.
Já à vontade com as telinhas, Charlotte foi convidada a apresentar um episódio do programa de humor Have I Got News For You, o que atraiu muito a atenção dos empresários do ramo. Charlotte foi muito elogiada pela sua competência em ser apresentadora.
Após um ano sem novidades, Charlotte retornou totalmente renovada. Em 2005, ela lançou seu primeiro disco totalmente popular. Com uma voz irreconhecível, Tissues and Issues trouxe músicas inéditas, com Charlotte como letrista e Sony BMG como gravadora. A cantora retornou ao mundo dos famosos, apresentando-se em diferentes programas de televisão, concertos, no rádio e ganhando a maioria das capas de revista – claro, com um visual mais sensual e crescido.
Em 2006, mais uma mudança: Charlotte dá uma freada na sua carreira musical. Ela foi presenteada pelo Channel4 da Inglaterra com um programa só dela. The Charlotte Church Show.
Em 2010 Lança Back To Scratch seu sexto album de estúdio lançado pela gravadora Dooby Records,O álbum foi descrito por Charlotte como tendo um "novo som diferente, mas também aquele que vai com a minha voz" Charlotte também descreveu o album como mais maduro e como ter uma vibe mais "peculiar" do que seu último e definitivo álbum. O album foi precedido pelo single e título da faixa "Back to Scratch" em 19 de setembro de 2010, que foi originalmente escrito sobre um parente, mas que  foi   sendo mais relevante para sua separação do ex-namorado Gavin Henson. O álbum de 2010 será seu primeiro lançamento em selo independente pela Dooby Records depois de assinar um acordo de investimento de US $ 3m com todos os seus álbuns anteriores sendo liberado na etiqueta de longa data Sony Music. A canção "Ruby" é um cover de Camille Dalmais música 'do mesmo nome, escrito por Euston Jones, tirado de seu álbum de estreia Le Sac des Filles. Um lançamento nos EUA foi planejado para 2011, mas foi cancelado quando Charlotte cortou seu relacionamento com o rótulo.

## The Charlotte Church Show
The Charlotte Church Show é um programa que mistura entrevistas com celebridades, pegadinhas e muito humor britânico. Charlotte é a apresentadora e passa todo o show abusando das ironias. Grandes nomes do mundo pop passaram por lá como Ashlee Simpson, Nelly Furtado, Avril Lavigne, Amy Winehouse, entre outros. A cada visita, Charlotte faz uma entrevista e finaliza com um dueto. O programa ganhou uma segunda temporada em 2007 e já está confirmada a terceira para 2008.
Em 2007, foi lançado um DVD com os melhores momentos do programa: The Charlotte Church Show, Funny Bits.

## Os relacionamentos de Charlotte
Em 2002, Charlotte terminou a relação com o seu primeiro namorado, Steven Johnson. Steven era poucos anos mais velho que a cantora e trabalhava como DJ em Cardiff. Maria Church não aprovou o namoro da filha, uma vez que Charlotte começou, com ele, a frequentar boates de Cardiff e Londres. Steven apresentou Charlotte às bebidas e cigarros. Apaixonada, Charlotte passou a viver pelo namorado e deixou a carreira de lado. Foi nesse ano também que ela se mudou para um apartamento na baía de Cardiff com Steven.[carece de fontes?]
Nesse ponto, os paparazzi não deixaram a estrela em paz e todos os dias os tabloides ingleses trouxeram manchetes dos atos rebeldes e irresponsáveis de Charlotte. A imprensa, até 2005, acabou com a imagem e reputação da galesa, o que acarretou muito sofrimento para ela e sua família.[carece de fontes?]
No final de 2003, no entanto, as juras de amor eterno se desfizeram. Steven traiu Charlotte e eles romperam o namoro de dezoito meses. Charlotte ficou arrasada, entrou em depressão e perdeu muito peso, hora em que as revistas aproveitaram para tirar fotos mais “sensuais” dela. Ela partiu para Ibiza, com algumas amigas, para curtir a fossa. Quando voltaram, a galesa apresentou imediatamente um novo namoro, com Kyle Johnson. Sua mãe também não aprovou Kyle por achar que ele estaria se aproveitando da filha. Mas Charlotte novamente não deu ouvidos; ela se mudou do apartamento que tinha com o antigo namorado e comprou outra casa, para onde se mudou com Kyle. O namoro, que durou menos de um ano, terminou quando Kyle aceitou uma proposta de contar à imprensa detalhes sobre a sua vida íntima com Charlotte. Nesse mesmo barco, Steven Johnson lançou um livro sobre o mesmo assunto. Mais uma vez arrasada com tanta traição, Charlotte continuou a afogar as mágoas com as bebidas e muito tabaco.[carece de fontes?]
Em 2004, porém, Charlotte encontrou uma luz no fim do túnel. Gavin Henson é integrante da equipa nacional de râguebi. Antes mesmo de Charlotte se interessar por ele, Maria Church queria uni-los. E conseguiu. Charlotte e Gavin começaram a namorar nesse ano. Ele trouxe de volta a Charlotte uma vida mais caseira, sem muita badalação. Por ser atleta, é muito rigoroso com a dieta e repreendeu a namorada quanto ao consumo de cigarros e bebidas. Charlotte conseguiu largar o vício.[carece de fontes?]
Após três anos de namoro e já morando juntos, Charlotte engravidou de Gavin em 2007. A filha de ambos, Ruby Megan Henson, nasceu em 20 de setembro de 2007. Charlotte tem se resguardado até agora e já disse à imprensa que não quer expor sua filha. Enquanto isso, ela se prepara para a nova temporada de seu programa e participa de campanhas beneficentes em prol de crianças carentes e leite materno.[carece de fontes?]
Em 2010, no entanto, o relacionamento de Charlotte e Gavin termina poucos meses depois de anunciarem o noivado. Dois meses depois, Charlotte se envolveu com o músico Jonathan Powell, com quem permanece até os dias de hoje.[carece de fontes?]

## Prêmios
- Guiness Book
- Classical Brit Award
- Rear of the Year
- British Comedy Award

## Carreira

### CDs
- Voice of an Angel (1998)
- Charlotte Church (1999)
- Dream a Dream (2000)
- Enchantment (2001)

### DVDs
- Voice of an Angel in Concert (1999)
- Charlotte Church in the Holy Land (2000)
- Charlotte Church in Jerusalem (2001)
- Enchantment, from Cardiff, Wales (2002)
- Prelude: The Best of Charlotte Church (2003)
- The Charlotte Church Show: Funny Bits (2007)

### Livros
- Voice of an Angel, my life (so far) (2001)
- Keep Smiling, the autobiography (2007)

### Filmes
- Meu Maior Sucesso (I'll Be There) (2003)

### Singles
- The Opera Song (Brave New World)
- Pie Jesu
- My Lagan Love
- In Trutina
- Panis Angelicus
- Amazing Grace
- Just Wave Hello
- La Pastorella
- She Moved Through the Fair
- Ave Maria
- Dream a Dream with Billy Gilman
- Tonight
- Carrickfergus
- The Prayer with Josh Groban
- It's the Heart That Matters Most
- All Love Can Be
- Crazy Chick
- Call My Name
- Even God Can't Change the Past
- Moodswings (to Come at Me Like That)
- Back To Scratch
- Logical World
- Snow
- How Not To Be Surprised When You're a Ghost
- Glitterbombed
- Lasts, or Eschaton
- I Can Dream
- Water Tower
- Little Movements